# ايمانويل برتراند
ايمانويل برتراند (بالفرنسية: Emmanuelle Bertrand)‏ هي عازفة تشيلو فرنسية، ولدت في 5 نوفمبر 1973 في Firminy ‏ في فرنسا.

## وصلات خارجية
- ايمانويل برتراند على موقع ميوزك برينز (الإنجليزية)
- ايمانويل برتراند على موقع أول ميوزيك (الإنجليزية)
- ايمانويل برتراند على موقع ديسكوغز (الإنجليزية)